# Barbara Joyce
Pour les articles homonymes, voir Barbara et Joyce.
Barbara Joyce est une actrice américaine qui joue principalement dans des films fantastiques et des films érotiques lesbiens.

## Filmographie
- 1997 : Desire : Jean Cody
- 1998 : Play Dead
- 1999 : Sextrospective
- 1999 : Eaten Alive: A Tasteful Revenge (court métrage) : Trish, le Boss
- 2001 : Hayride Slaughter
- 2001 : Little Shop of Erotica : Rebecca
- 2001 : The Sexy Sixth Sense : doctoresse Willies
- 2001 : Witchbabe: The Erotic Witch Project 3 : Miss Chaste
- 2001 : Slave Girls on the Auction Block 1313 : Carlota
- 2002 : Roxanna (court métrage) :  la psychiatre
- 2002 : The Vegas Showgirl Strangler : Holly
- 2002 : Misty Mundae: School for Lust : Miss Beezle
- 2003 : The Lord of the G-Strings: The Femaleship of the String : Araporn
- 2003 : Flesh for the Beast : Irene
- 2004 : Acrimony : Max
- 2004 : Dr. Horror's Erotic House of Idiots : Gwen / Maria / l'infirmière
- 2005 : The Infiltrators : Captain Zara
- 2006 : Shadow: Dead Riot : la détenue
- 2007 : Skin Crawl : Elizabeth
- 2009 : Gone with the Wieners : Mrs. Green